# Соколов, Николай Иванович (учёный)
Николай Иванович Соколов (1908—?) — специалист в области энергетики,  доктор технических наук, профессор кафедры  «Электрические станции»  Московского энергетического института.

## Биография
Николай Иванович Соколов родился в 1908 году. В 1926 году окончил  Орловский индустриальный техникум. В 1930—1946 годах работал на ТЭЦ и в организации Мосэнерго. В 1937 году окончил заочный политехнический институт (с 1992 года — Московский государственный открытый университет имени В. С. Черномырдина, ныне Московский политехнический университет). В 1941 году окончил аспирантуру при Московском энергетическом институте (МЭИ).
В 1946 году защитил кандидатскую диссертацию, а в 1962 году — докторскую. Получил учёную степень доктора технических наук и звание профессора.  С 1946 года занимался педагогической деятельностью на кафедре «Электрические станции» Московского энергетического института. Вёл спецкурс «Режимы работы основного оборудования электростанций». С 1953 года работал в Научно-исследовательском институте электроэнергетики (ВНИИЭ).
Область научных интересов: переходные процессы в электрических системах, режимы и устойчивость электрических систем, характеристики генераторов, аналоговое математическое моделирование переходных процессов, автоматическое регулирование возбуждения синхронных машин.
В Московском энергетическом институте под руководством профессора Н. Соколова проведено изучение режимов работы дальних линий  электропередач, разработаны способы стабилизации режимов. Выполнены исследования по продольно-поперечному регулированию возбуждения с применением маломощных обмоток возбуждения в поперечной оси.
Николай Иванович Соколов является автором около 100 научных работ, включая ряд монографий, под его научным руководством было подготовлено и защищено в МЭИ около 20 кандидатских диссертаций.

## Награды и звания
- Знаки «Отличник энергетики», «Почетный энергетик», «50 лет ГОЭЛРО».